# Долгов Петро Іванович
Петро́ Іва́нович До́лгов (21 лютого 1920 — 1 листопада 1962) — Герой Радянського Союзу, старший інструктор-випробувач парашутної техніки Науково-дослідного інституту ВПС СРСР, полковник.
Народився в селянській родині. 1938 року закінчив мічурінську профтехшколу, з 1939 року працював водієм у Москві. З 1940 року — у Червоній армії. 1942 року закінчив Шкотівське військове піхотне училище. З 1945 брав участь у німецько-радянській війні у складі повітряно-десантних військ. У 1947 році закінчив Військово-парашутне училище в Рязані. Працював випробувачем парашутної техніки. Здійснив 1409 стрибків, встановивши 8 світових і всесоюзних рекордів.
1 листопада 1962 року Долгов здійснив випробувальний стрибок з стратостату «Волга» з висоти 25 600 м. За програмою випробувань він стрибав в герметичному скафандрі з негайним розкриттям парашута. Спуск з такої висоти повинен був зайняти 38 хвилин. Але при виході з кабіни трапилася розгерметизація скафандра, і, хоча парашутна система спрацювала штатно, полковник Долгов загинув ще в повітрі.
Похований на військовому кладовищі біля станції Чкаловська  Московської області. Указом Президії Верховної Ради СРСР від 12 грудня 1962 року йому посмертно присвоєно звання Героя Радянського Союзу.